# 12 грудня
12 грудня — 346-й день року (347-й у високосні роки) у григоріанському календарі. До кінця року залишається 19 днів.

## Свята і пам'ятні дні

### Міжнародні
- ООН: Міжнародний день нейтралітету.
- Всесвітній день загального медичного забезпечення. (2016)

### Національні
- Україна: День Сухопутних військ України.
- Кенія: День Незалежності. (1963)
- Хорватія: День Військово-повітряних сил. (1991)
- Туркменістан: День нейтралітету. (1995)
- США: День штату Пенсільванія. (1787)

### Релігійні

#### Західне християнство
- Матері Божої Гваделупської;
- Пам'ять святих Віцеліна[en], Едбурґа Монстер-ін-Тане[en], Іди Нівельської[en], Жанни де Шанталь, Корентина з Кемпера, Томаса Голланда[en], Фініана Клонардського[en].

#### Східне християнство[1]
- Пам'ять святителя Спиридона Триміфунтського, чудотворця;
- Пам'ять священномученика Олександра Єрусалимського;
- Пам'ять мученика Розумника Синезія.

## Іменини
✝  Католицькі: Віцелін, Едбурґа, Іда, Жанна, Корентин, Олександр, Томас, Фініан.
✙ Православні: Спиридон, Олександр.

## Події
- 1531 — у Мексиці відбулося об'явлення Матері Божої Гваделупської.
- 1635 — у Варшаві після лютих мук страчений Іван Сулима.
- 1674 — у Києво-Печерській друкарні вийшов перший короткий нарис історії України — «Синопсис».
- 1764 — російська імператриця Катерина II скасувала Гетьманщину в Україні.
- 1792 — у Відні 22-літній Людвіг ван Бетховен узяв перший урок музичної композиції у Франца Йозефа Гайдна і заплатив за нього (в сучасному еквіваленті) 19 центів.
- 1799 — у Франції Наполеон Бонапарт очолив країну як перший консул.
- 1818 — у Полтаві відкрили Інститут шляхетних панянок.
- 1846 — у Марбурзі фізіолог Карл Людвіг зробив перший запис роботи серця за допомогою кімографа[2]
- 1901 — італійський винахідник Гульєльмо Марконі провів перший вдалий сеанс трансатлантичного радіозв'язку — сигнал букви «s» азбукою Морзе було передано з Великої Британії до Ньюфаундленда (Канада).
- 1918 — Фінський військовий Карл Густав Маннергейм очолив країну як регент королівства.
- 1925 — у США відкрили готель «Мотель», що дав назву всім мотелям.
- 1937 — в СРСР пройшли перші вибори у Верховну раду за новою Конституцією.
- 1955 — британський інженер Крістофер Кокерелл запатентував перше судно на повітряній подушці
- 1963 — «The Beatles» з піснею «I Want to Hold Your Hand» втретє піднялись на найвищу сходинку британського гіт-параду.
- 1979 — Політбюро ЦК КПРС ухвалило ввести радянські війська в Афганістан.
- 1980 — нафтовий магнат Арманд Гаммер за 5.28 мільйонів доларів купив на аукціоні в Лондоні датований 1508 36-сторінковий зошит із нотатками Леонардо да Вінчі (найвища ціна, заплачена коли-небудь за рукопис).
- 1987 — на перше місце британського гіт-параду піднявся Джордж Майкл з піснею Faith.
- 1990 — рішенням 14-ї сесії Міжурядового комітету ЮНЕСКО у Банффі (Канада) до списку Світової спадщини ЮНЕСКО за № 527 внесли перший український об'єкт під назвою «Софійський собор у Києві та прилеглі монастирські будівлі, Києво-Печерська лавра».
- 1991 — Верховна Рада України ухвалила закон, яким скасувала кримінальну відповідальність за добровільні гомосексуальні стосунки.
- 1991 — незалежність України визнала Грузія.
- 1991 — Литва стала першою державою з колишніх радянських республік, яка встановила дипломатичні відносини з Україною.
- 1992 — наказом міністра оборони України в Севастополі створена «Телерадіокомпанія БРІЗ»
- 1993 — відбулись перші вибори до Ради Федерації і Державної Думи Федеральних Зборів Росії, а також референдум, який затвердив нову конституцію РФ, що закріплювала широкі повноваження президента.
- 1996 — президент США Білл Клінтон призначив державним секретарем Мадлен Олбрайт, яка стала першою в історії США жінкою на цій посаді.
- 2007 — у Дніпропетровську почався суд над найкривавішим маніяком в історії України («пологівським маніяком») — Сергієм Ткачем. Суд довів 29 вбивств. Після вироку (довічне ув'язнення; 23 грудня 2008) Ткач зізнався у скоєнні ще понад 30 злочинів.
- 2007 — Національна Рада Словацької Республіки ухвалила Декларацію, якою засуджує Голодомор 1932-1933 в Україні як акт винищення людства, вчинений тоталітарним сталінським режимом.
- 2008 — Швейцарія приєдналася до Шенгенської зони і стала 25-ю країною-учасницею угоди про безвізове переміщення.

## Народились
Дивись також Категорія:Народились 12 грудня
- 1731 — Еразм Дарвін, британський лікар, натураліст, винахідник і поет.
- 1758 — Йоган Баптист Шад, німецький філософ, професор філософії Харківського університету, запрошений за рекомендацією Ґете.
- 1821 — Гюстав Флобер, французький письменник.
- 1838 — Шерберн Веслі Бернгем, американський астроном.
- 1863 — Едвард Мунк, норвезький художник, графік.
- 1884 — Зінаїда Серебрякова, видатна українська та французька художниця з родини Бенуа-Лансере.
- 1884 — Микола Світальський, український геолог, дійсний член АН УРСР.
- 1890 — Андрій Мельник, український державний військовий та політичний діяч, полковник Армії УНР, співзасновник Січових Стрільців, Стрілецької Ради, Української військової організації, перший крайовий командант УВО, та член сеньйорату УВО й Голова сенату ОУН. Голова Проводу Українських Націоналістів, й Голова Організації Українських Націоналістів. Один з ініціаторів: проголошення відновлення незалежності України в Києві в 1941 році, створення української національної ради та Світового Конґресу Українців, та багатьох інших українських інституцій.
- 1890 — Казімеж Айдукевич, польський математик, філософ.
- 1915 — Френк Сінатра, американський актор і співак.
- 1924 — Іван Денисюк, український літературознавець, професор Львівського університету.
- 1927 — Євген Сверстюк, український філософ, письменник, літературний критик, церковний діяч, в'язень радянських концтаборів.
- 1928 — Леонід Биков, український актор, режисер і сценарист, народний артист УРСР, лавреат Шевченківської премії (1977).
- 1949 — Білл Наї, британський актор, лауреат премій BAFTA та Золотий Глобус.
- 1970 — Дженніфер Коннеллі, американська кіноакторка.
- 1970 — Медхен Емік, американська акторка кіно та телебачення, кінорежисерка, кінопродюсерка та монтажерка.
- 1975 — Маїм Бялік, американська акторка.

## Померли

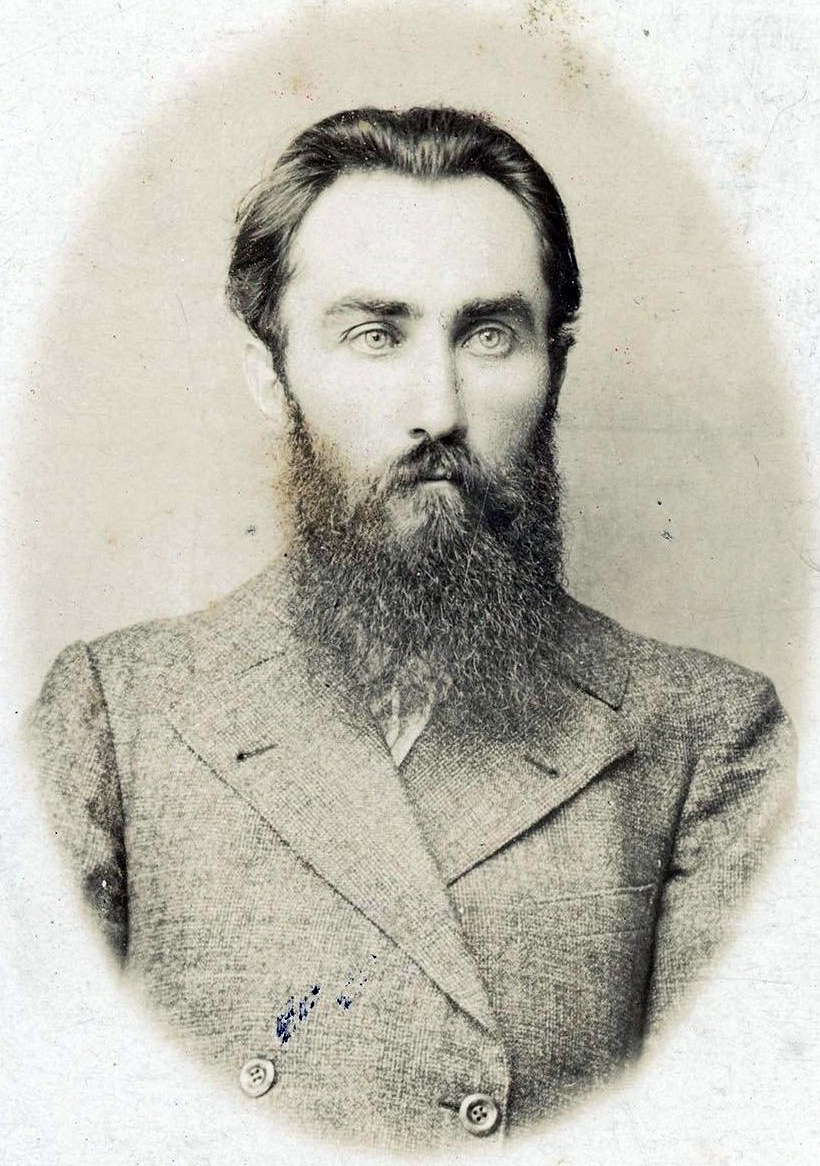
Павло Грабовський

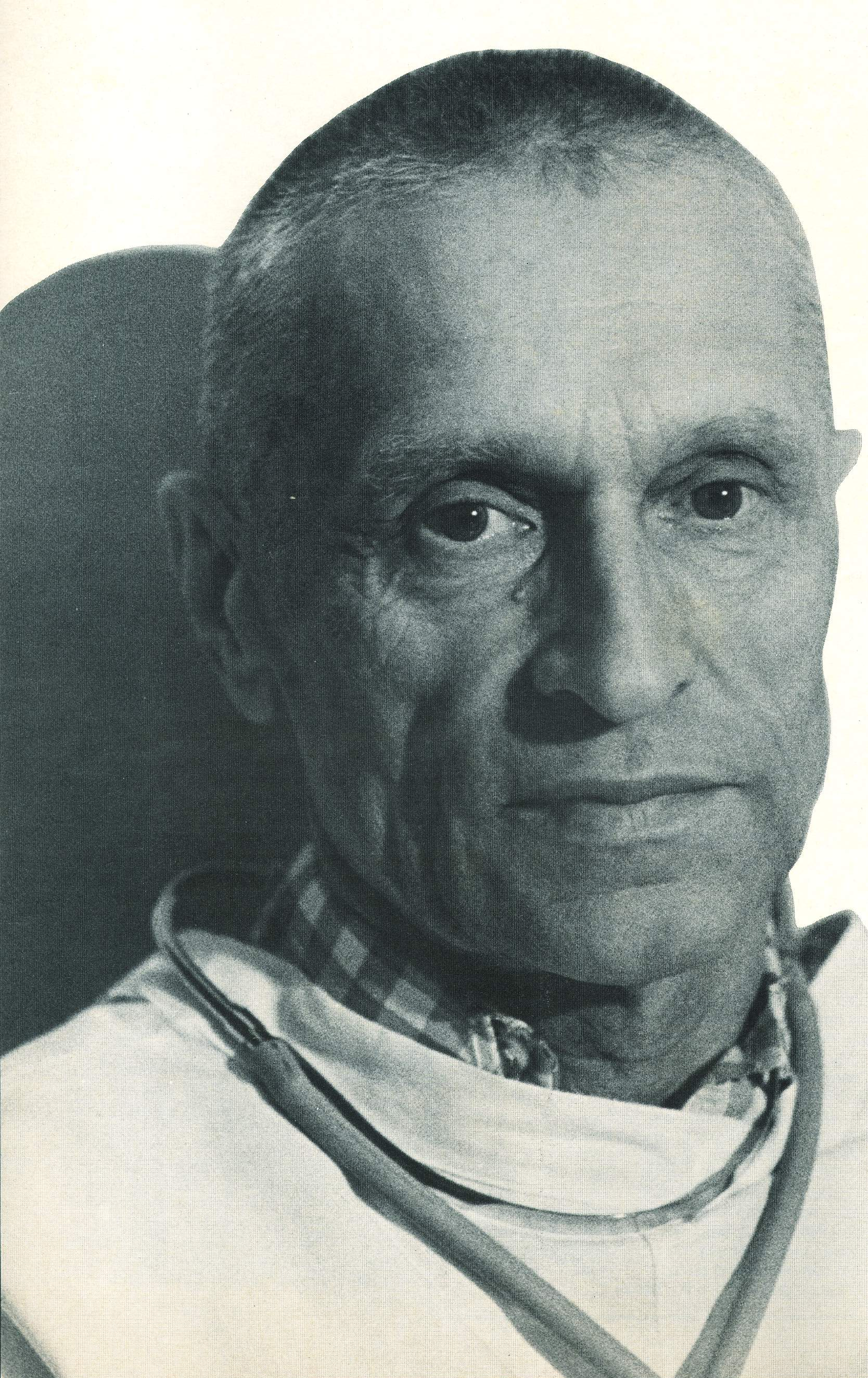
Микола Амосов

Дивись також Категорія:Померли 12 грудня
- 1586 — Стефан Баторій, польський король з 1576, семигородський князь у 1571—76.
- 1635 — Іван Сулима, козацький ватажок, гетьман, організатор походів проти турків і татар.
- 1849 — Марк Брюнель, англійський інженер і винахідник французького походження. Батько корабельного інженера Ізамбарда Кінгдома Брунеля.
- 1889 — Віктор Буняковський, український математик.
- 1900 — Кониський Олександр Якович, український письменник, перекладач, видавець, лексикограф, педагог, громадський діяч.
- 1902 — Павло Грабовський, український поет-лірик, публіцист, перекладач.
- 1939 — Дуглас Фербенкс, відомий американський актор, продюсер та сценарист, зірка німого кіно.
- 1970 — Натан Альтман, український художник-авангардист (кубіст), скульптор і театральний художник.
- 1985 — Енн Бакстер, американська акторка. Володарка премії «Оскар».
- 1997 — Євген Ландіс, видатний український і радянський математик, професор, доктор фізико-математичних наук.
- 1999 — Джозеф Геллер, американський письменник-сатирик, сценарист, драматург.
- 2002 — Микола Амосов, український вчений основоположник серцевої хірургії, біологічної, медичної та психологічної кібернетики в Україні, засновник української школи кардіохірургів.
- 2004 — Павло Василик, єпископ Української греко-католицької церкви.
- 2007 — Айк Тернер, американський музикант і продюсер, один із засновників рок-н-ролу.
- 2008 — Деніел Карлтон Гайдушек, американський педіатр і вірусолог, лауреат Нобелівської премії з фізіології і медицини.
- 2020 — Джон Ле Карре, англійський письменник, автор шпигунських трилерів. У минулому працівник британської розвідки.